# Jalil Naciri
Pour les articles homonymes, voir Naciri.
Jalil Naciri est un comédien, scénariste et réalisateur français né le 7 mai 1971.

## Biographie
Jalil Naciri mène de front une carrière entre théâtre (Les Lascars du showbizz ou Bleu à Lame), télévision (récurrent dans la série PJ) et cinéma (Taken de Pierre Morel, Munich de Steven Spielberg ou La Planque d'Akim Isker).
En 2003, il écrit et réalise Le Shtar, une parodie de sitcom en milieu carcéral.[réf. nécessaire]
Jalil Naciri est le fondateur du collectif Alakis célébrant la culture des quartiers populaires,.

## Filmographie

### Cinéma
- 1992 : Hexagone de Malik Chibane : Slimane
- 1996 : En attendant la neige d'Antonio et Killy Olivares : Paco
- 2004 : Viva Laldjérie de Nadir Moknèche : Samir
- 2004 : Pédale dure de Gabriel Aghion : Le pianiste turc
- 2005 : Munich de Steven Spielberg : le reporter arabe
- 2007 : Suzanne de Viviane Candas : Mourad
- 2008 : Taken de Pierre Morel : Ali
- 2011 : La Planque d'Akim Isker : Kiko Tandjak
- 2014 : Piste noire de Jalil Naciri: Kiko Tandjak (pas sorti en salles)
- 2014 : Brooklyn de Pascal Tessaud :Yazid

### Télévision
- 2000 : PJ (série) de Gérard Vergez, S04 E02 - Non assistance à personne en danger : Azouz Merzaoui

- 2002 : PJ (série) de Gérard Vergez, S06 E10 - Squelettes : DJ Nadir
- 2003 : Le Shtar  andjak
- 2003 : L'Adieu, téléfilm  de François Luciani : Farid
- 2004-2009 : PJ (série) de Gérard Vergez : lieutenant Rayann Bakhir
- 2020 : Un si grand soleil : Hassan Boussada, chef des pirates de la route

## Théâtre
- Les Lascars du Showbiz[réf. nécessaire]
- Bleu à lame[réf. nécessaire]

## Distinctions
- Prix Michel-Simon en 1995[réf. nécessaire]